# ۶۸۴ (میلادی)
۶۸۴ (میلادی) ششصد و هشتاد و چهارمین سال تقویم میلادی است.

## درگذشتگان
‎